# Toni Wirsing
Toni Wirsing (Chemnitz, 1990. július 10. –) német motorversenyző, legutóbb a MotoGP 250 köbcentiméteres géposztályában versenyzett.
A sorozatban 2006-ban mutatkozhatott be, még a nyolcadliteresek között. Eddigi hat versenyét szabadkártyásként vagy helyettesként futotta, ezeken két pontot szerzett.